# برج لندن

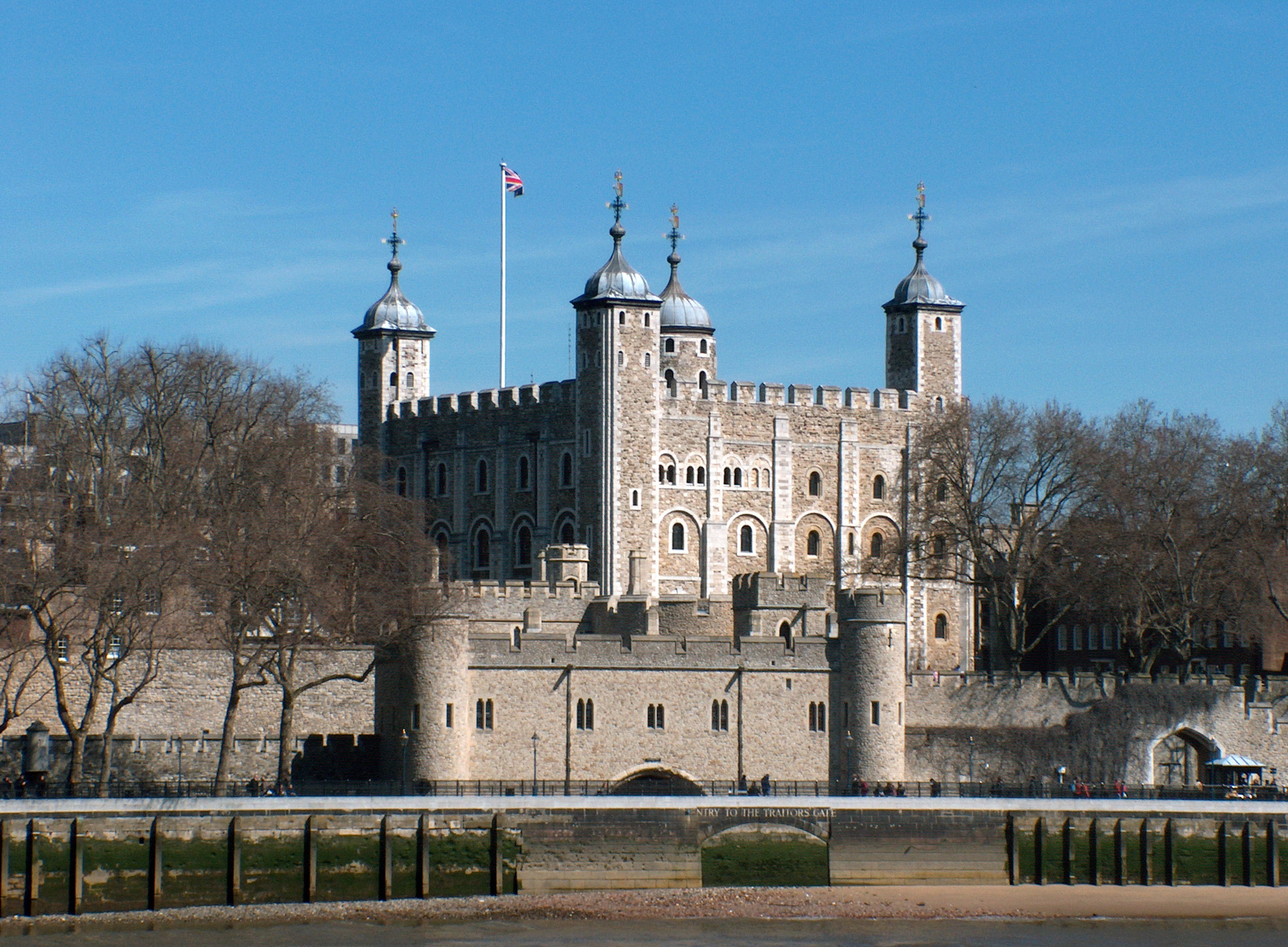
برج لندن، نما از رودخانه تیمز

برج لندن با نام رسمی قصر سلطنتی و قلعه نظامی برج لندن قلعه‌ای تاریخی در مرکز لندن است که در سمت شمالی رود تایمز واقع شده‌ است. در نقطه‌ای که اکنون این برج قرار گرفته احتمالاً ابتدا یک دژ بریتانیایی و سپس یک دژ رومی وجود داشته‌ است. شاید ساکسون‌ها هم در این نقطه صاحب دژی بوده‌اند. بعد‌ها، ویلیام فاتح دستور ساختن یک برج سفید را داده‌ که از قدیمی‌ترین قسمت‌های قلعه نظامی حاضر است. قسمت‌های مهم دیگر بنا هم در زمان حکومت هنری سوم (۱۲۷۲–۱۲۱۶) ساخته شده‌اند. این برج یکی از ترسناک‌ترین ساختمان‌های دنیا نیز قلمداد می‌شود، بی‌شک بخاطر تعداد زیاد اعدام‌ها، قتل‌ها و شکنجه‌هایی که در هزار سال گذشته در پس دیوارهای این محل صورت گرفته‌است.

## کلاغ‌های برج لندن
خرافه‌ای قدیمی وجود دارد که «اگر کلاغ‌ها برج را ترک کنند، سلطنت سقوط خواهد کرد.» با وجود این جملهٔ خنده‌دار، وجود اولین کلاغ در برج به سال ۱۸۸۵ برمی‌گردد. در‌حال حاضر ۷ کلاغ در برج نگهداری می‌شوند که هر کدام نامی دارند و یکی از بال‌هایشان چیده شده تا به دور‌دست پرواز نکنند. اگرچه یکی از آنها، گروگ (Grog) تا نزدیکی مهمان‌خانه‌ای در شرق پیشروی کرده‌ است.
در طول بمباران هوایی جنگ جهانی دوم همهٔ کلاغ‌ها جز یکی، از شدت ترس تلف شدند.
در این برج کلاغ‌های زیادی مشاهده می‌شوند اما مقام ویژه آن ۷ کلاغ همچنان پابرجاست.

## نگارخانه

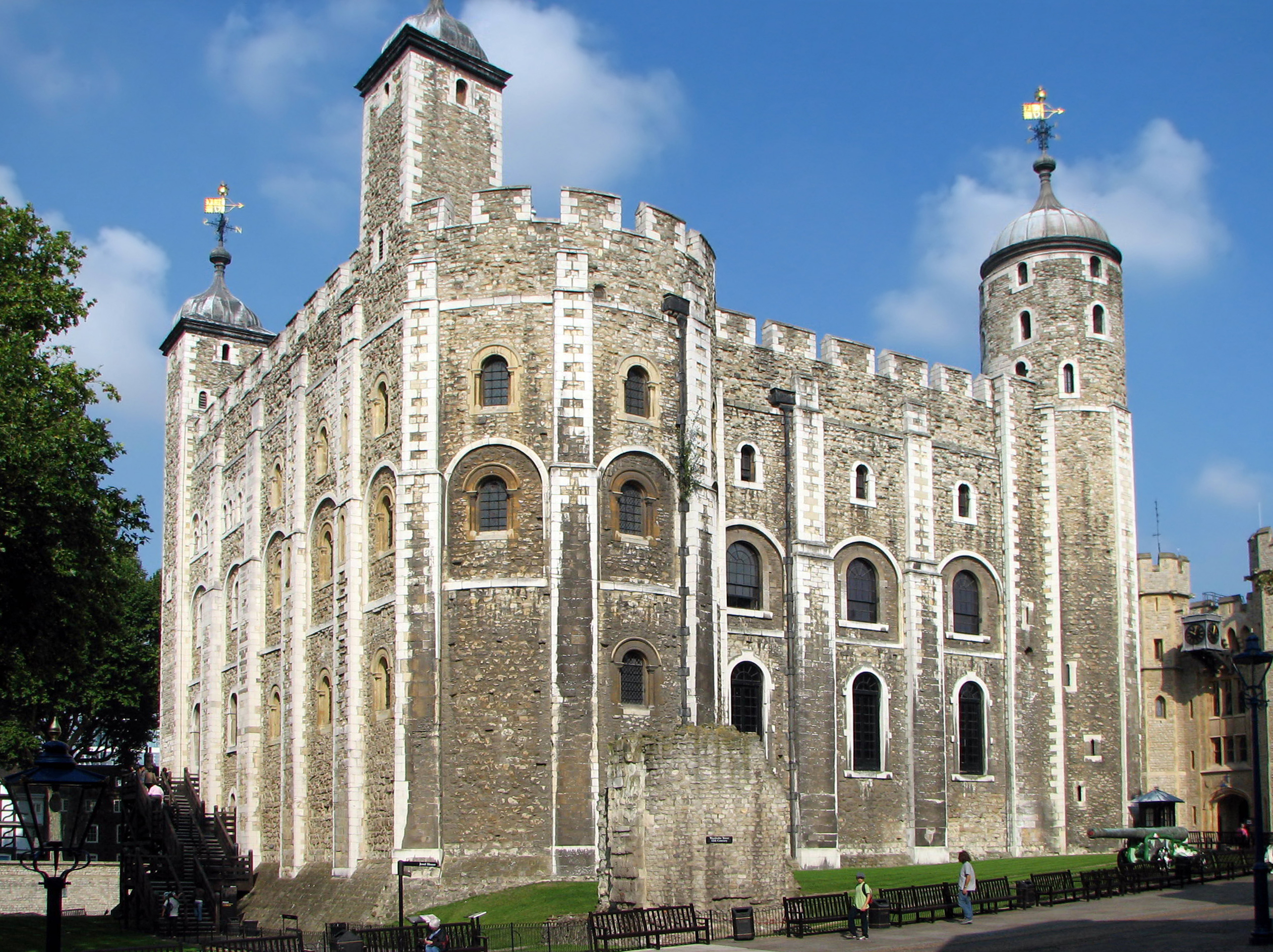
برج سفید، برج لندن
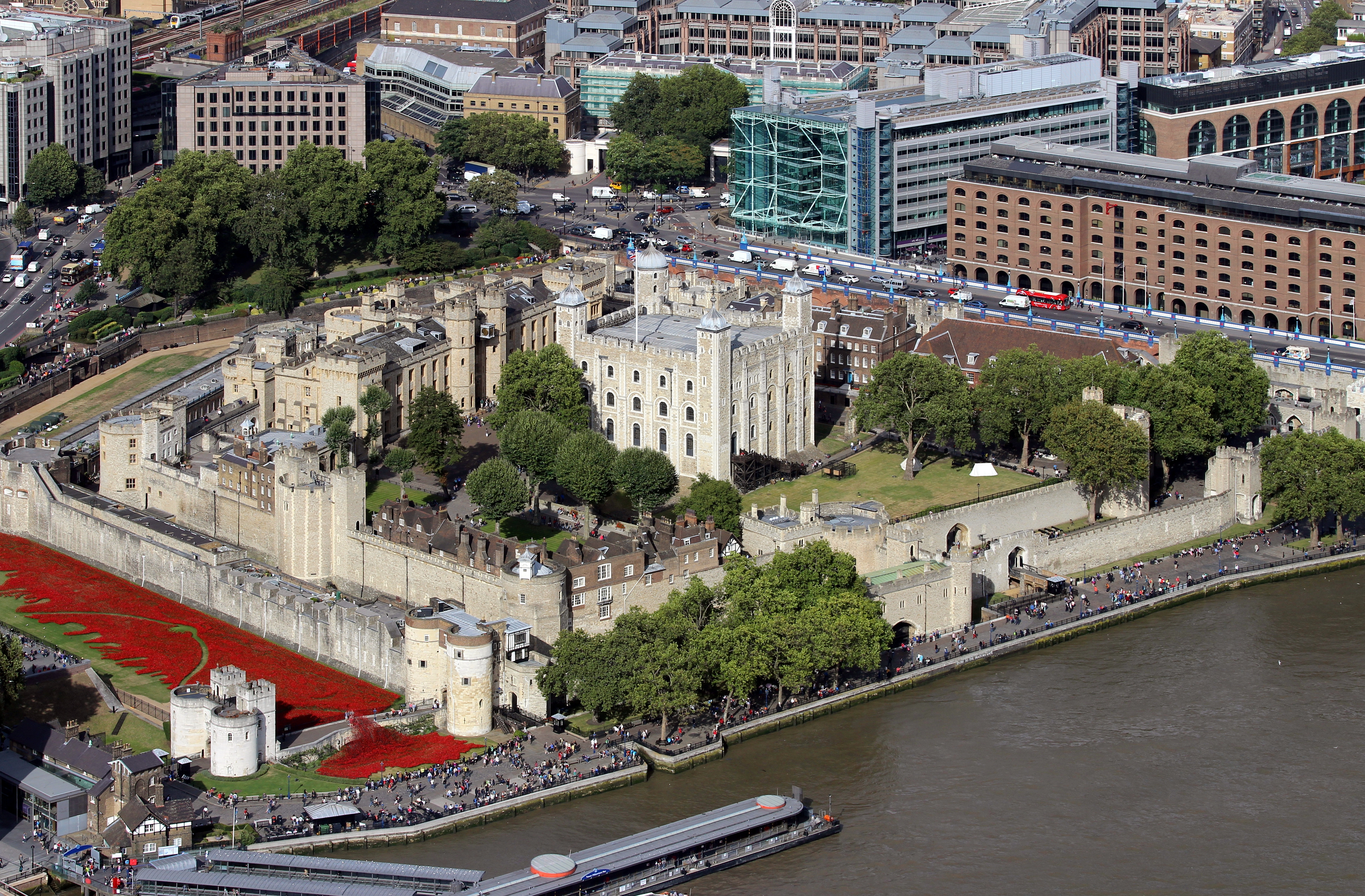
برج لندن
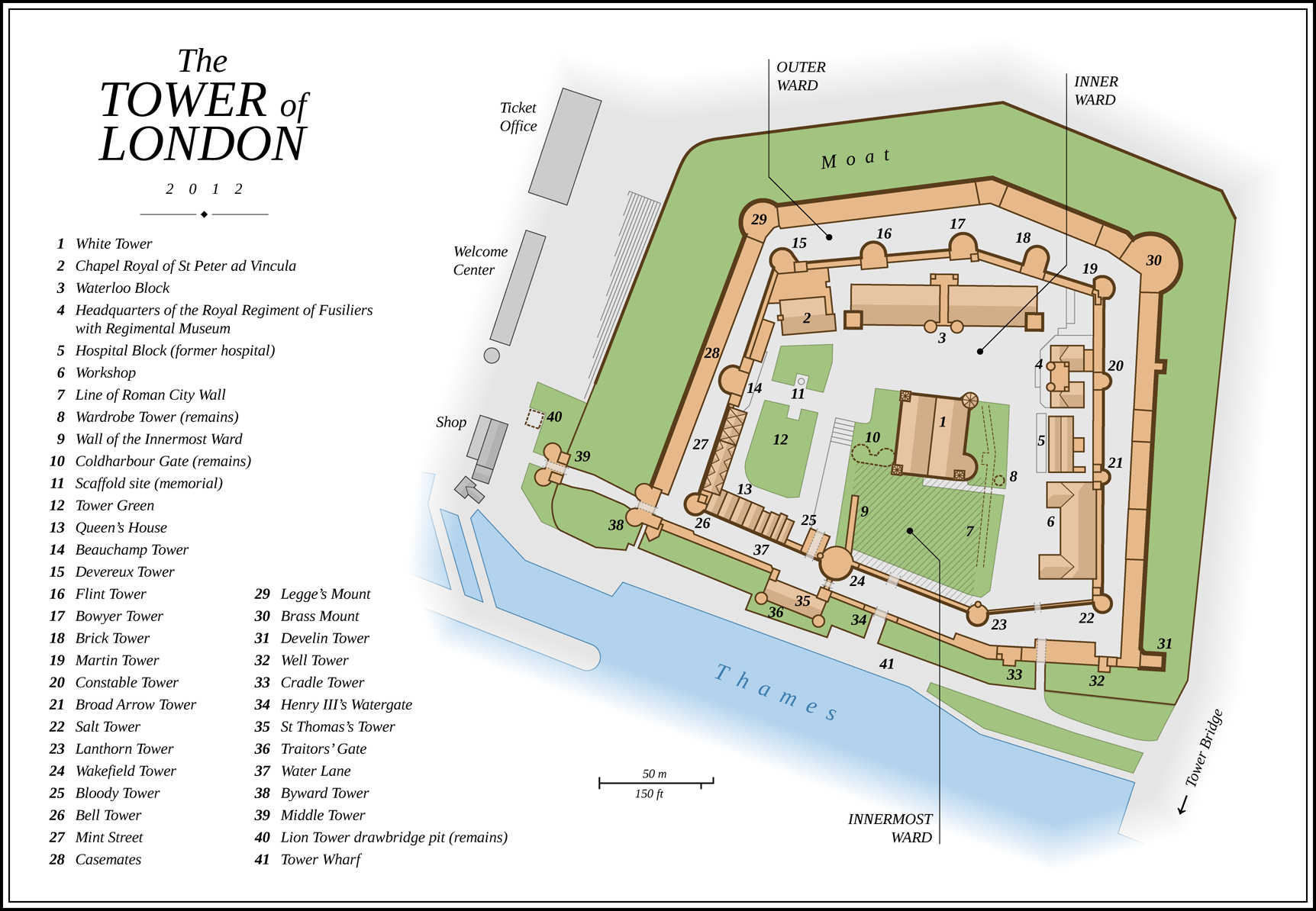
نقشه و پلان برج لندن